# Việt điện u linh tập

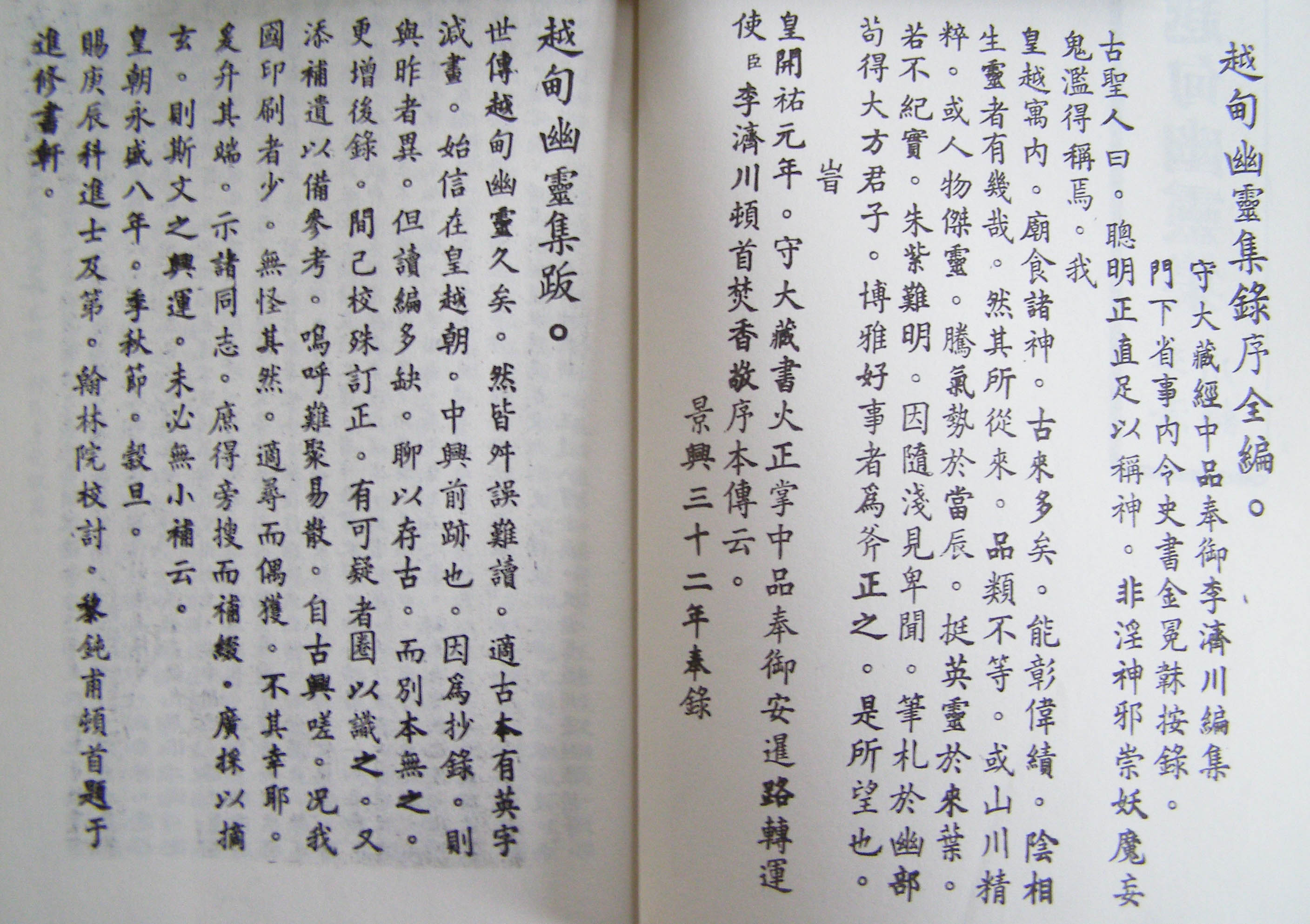
Việt điện u linh tập.

Việt điện u linh tập (chữ Hán: 粵甸幽靈集 hoặc 越甸幽靈集, Tập truyện về cõi u linh của nước Việt) là một tập hợp các truyền thuyết về các vị thần linh Việt Nam ở vào thời xa xưa, được viết vào thế kỷ 14.

## Giới thiệu
Theo Đại Việt thông sử và Kiến văn tiểu lục của Lê Quý Đôn, Lịch triều hiến chương loại chí (Văn tịch chí) của Phan Huy Chú, thì Lý Tế Xuyên chính là tác giả cuốn Việt điện u linh tập, xuất bản vào khoảng năm 1329. 
Tuy nhiên sau khi nghiên cứu, GS. Dương Quảng Hàm trong Việt Nam văn học sử yếu, đã có ý phân vân khi chép rằng: "Việt điện u linh tập, nhất thuyết là của Lý Tế Xuyên, người đời Trần; nhất thuyết là của một tác giả đời Lý, sau Lý Tế Xuyên chỉ viết nối thêm vào". Nói "nhất thuyết là của một tác giả đời Lý" là vì giáo sư đã đọc bài Tựa của Chư Cát thị viết năm 1774, trong đó đoạn (bản dịch): "...tập sách này làm ra từ triều Lý, từ trước sách chép của Lê Văn Hưu, để ghi lại các sự việc... Kịp đến triều Trần, chàng họ Lý (chỉ Lý Tế Xuyên) lại làm nối theo phần cuối, sưu tầm rộng khắp, góp thành tập sách này...(trích trong Tìm hiểu kho sách Hán Nôm, tr. 1100).
Lý Tế Xuyên, không rõ tiểu sử, chỉ biết ông làm quan (một trong những chức vụ của ông là trông coi việc tế tự) dưới triều Trần Hiến Tông (ở ngôi: 1329-1341, đặt niên hiệu là Khai Hựu).
Việt điện u linh tập mà nhiều người cho rằng ông làm ra, gồm 27 thiên, chia làm 3 mục (Nhân quân, Nhân thần, Hạo khí) kể về công tích 27 vị thần  được thờ trong các đền miếu thời Lý -Trần. Sau, có nhiều người ở đời Hậu Lê ra công tục biên, thành ra sách có đến 4 quyển, gồm 41 truyện.
Trong quá trình biên soạn, tác giả có sử dụng và viết lại một số truyện vốn đã được ghi chép trong các sách Báo cực truyện (Tập truyện về lẽ cùng cực của báo ứng), Đại Việt sử ký của Lê Văn Hưu, Giao Chỉ ký, Giao Châu ký... Ngoài ra ông còn sử dụng những tài liệu dân gian, những bản thần tích.
Về sau, nhiều nho sĩ ở các đời còn tiếp tục bổ sung; hoặc sửa chữa, thêm bớt cho Việt điện u linh tập. Lược kể một số tên tuổi quan trọng:
- Nguyễn Văn Chất (1422-?), là người ở huyện Bạch Hạc, tỉnh Vĩnh Yên. Ông đỗ tiến sĩ năm 1448 dưới triều vua Lê Nhân Tông, từng làm đến Tư nghiệp Quốc tử giám và đi sứ sang Trung Quốc. Chính ông là người đã soạn ra phần Tục biên (hay Tục bổ), gồm 3 truyện cho sách (xem phần mục lục).
- Cao Huy Diệu (? - ?), là người làng Phú Thị, huyện Gia Lâm (nay thuộc thành phố Hà Nội). Ông là nội tổ của danh sĩ Cao Bá Quát. Năm 1707, ông đỗ cử nhân, rồi đỗ tiến sĩ năm 1715 đời vua Lê Dụ Tông. Buổi đầu được bổ làm tri huyện Quốc Oai, sau lần lượt trải chức Giám tu, Thị lang bộ Lại, Đốc học Hà Tiên, Thượng thư bộ Hộ (có sách chép bộ Lại). Khi còn ở chức Giám tu, ông đã ra công viết bổ chú và phần tiếm bình cho sách. Tham gia sửa chữa với ông, còn có người cùng thời là Lê Hữu Hỷ (không rõ năm sinh năm mất), là người làng Liêu Xá, tỉnh Hưng Yên. Ông thi đỗ tiến sĩ năm 1700, làm quan đến Giám sát ngự sử đốc đồng Sơn Tây.
- Kim Miện Muội (? - ?), không rõ lai lịch, chỉ biết năm 1771, ông đã phụng lục và kiểm xét cho Việt điện u linh tập. Bản này hiện còn 2 quyển chép tay mang ký hiệu A. 2879 và B. 1919 thuộc trường Bác Cổ Viễn Đông.
- Gia Cát thị (? - ?), là một danh sĩ ở Hồng Đô, tỉnh Hải Dương, đã từng làm Chủ bạ bộ Lễ đời vua Lê Hiển Tông. Năm 1774, sau khi san định (thêm vào non 20 truyện, bớt đi hoặc viết hẳn lại một số truyện) Việt điện u linh tập, ông đặt lại nhan đề là Tân đính hiệu bình Việt điện u linh tập (Sửa sang, mô phỏng và bình giải mới tập truyện về cõi u linh của nước Việt). Và trong bài Tựa, ông đã cho rằng Lý Tế Xuyên chỉ là người "làm nối theo phần cuối" sách Việt điện u linh mà thôi.[1][6]

Ngoài ra, còn có Lê Tự Chi, Tam Thanh quán đạo nhân (không rõ họ tên, lai lịch), Nguyễn Hầu, Nguyễn Đình Giản, v.v... cũng đã đóng góp ít nhiều cho cuốn sách.

## Mục lục
Ban đầu, sách Việt điện u linh có 27 truyện kể về các vị thần linh được thờ ở Việt Nam, gồm các vua chúa (nhân quân), bề tôi trung liệt (nhân thần), thần sông, thần núi (hạo khí anh linh). Theo bài Tựa đề năm Khai Hựu nguyên niên (1329, đời Trần Hiến Tông) của Lý Tế Xuyên thì ông đã chọn kể theo phương châm: "những bậc sáng suốt, ngay thẳng mới gọi là thần; không phải những loại dâm tà, yêu quái, ma quỷ cũng gọi là thần đâu!...".
Thường thì mỗi thiên (truyện) được viết theo công thức sau:
- Tên của mỗi truyện là mỹ hiệu mà hai triều Trùng Hưng và Hưng Long [8] gia phong cho thần.
- Mở đầu mỗi truyện là câu: Theo (tài liệu nào đó của ai), ngài (vương, ông...) là (họ, tên)...Kết cấu phần kể là công đức các thần theo công thức "dương trợ-âm phù", tức là "Khí thế rừng rực lúc đương thời, anh linh tỏa rộng đến đời sau". Kết thúc mỗi truyện là ba đợt gia phong: Trùng Hưng năm thứ nhất (1285), năm thứ 4 (1288) và Hưng Long năm thứ 21 (1313), và câu: "Vì có công âm phù vậy".

Nguyên mục lục trong Việt điện u linh tập chỉ ghi mỹ hiệu của các thần linh (như Gia Ứng Thiện Cảm Linh Vũ Đại Vương, là truyện kể về Sĩ Nhiếp), ở đây viết bằng tên thật cho dễ hiểu. Có bản dịch thêm chữ "truyện" hay chữ "chuyện" đằng trước tên thần.

### Nhân quân (Các vua)
- Sĩ Nhiếp
- Phùng Hưng
- Triệu Quang Phục
- Hậu Tắc (Tương truyền là vua Trung Quốc thời cổ đại, có công dạy dân trồng lúa)
- Hai Bà Trưng
- Mỵ Ê

### Nhân thần (Các bề tôi)
- Lý Ông Trọng
- Lý Thường Kiệt
- Thần Tô Lịch
- Phạm Cự Lượng
- Lê Phụng Hiểu
- Mục Thận
- Trương Hống, Trương Hát
- Lý Phục Man
- Lý Đô úy (không rõ tên họ và quê quán)
- Cao Lỗ

### Hạo khí anh linh (Sự tích thiêng liêng)
- Hậu Thổ phu nhân
- Thần Đồng Cổ
- Thần Long Độ
- Thần Khai Nguyên
- Thần Núi Tam Đảo
- Thần Phù Đổng
- Sơn Tinh, Thủy Tinh
- Thần Châu Đằng
- Thần Bạch Hạc
- Thần Hải Thanh
- Nam Hải long quân

Sau đây là một số truyện do người đời sau thêm vào:
- Phần Tục bổ có thêm 3 truyện: Sóc Thiên Vương, Thần núi Tam Đảo, Chuyện đền Càn Hải.
- Phần Trùng bổ có thêm 2 truyện: Đoàn Thượng, Thần đền Thanh Cẩm.
- Phần Phụ lục có thêm 3 truyện: Trần Hưng Đạo, Từ Đạo Hạnh, Vợ chồng Triệu Xương[9].

## Nhận xét
Nguyễn Phương Chi trong Từ điển văn học (bộ mới) viết:
"Việt điện u linh tập" được viết ra trong một thời đại xa xưa nên không khỏi mang những hạn chế do điều kiện lịch sử... Cuốn sách chứa đựng thế giới quan thần bí, mang tư tưởng thần linh chủ nghĩa trộn lẫn với ý thức hệ phong kiến... Tuy nhiên, nếu tước đi cái vỏ tôn giáo thì đằng sau câu chuyện của các thần linh lại bao trùm và phản ánh những lý tưởng tốt đẹp và niềm tin tưởng chân thành của nhân dân ngày xưa. "Truyện Quảng Lợi Đại vương" (tức Thần Long Độ) là một thí dụ tiêu biểu. Ở đây tín ngưỡng chỉ là cái vỏ mà nội dung chính là ý thức phản kháng, sức mạnh quật cường của nhân dân Việt nhằm chống lại những âm mưu quỷ quyệt của Cao Biền, một viên quan đô hộ đến từ Trung Quốc... Ngoài ra còn có thể kể đến "Truyện Bố Cái Đại vương" (tức Phùng Hưng), "Truyện Trương Hống, Trương Hát", v.v... Đây đều là truyện kể về việc thần linh đời trước đã "hiển linh" để "phù trợ" các anh hùng đời sau chống quân xâm lược như thế nào... Như vậy, mặc dù còn hạn chế, "Việt điện u linh tập" vẫn có giá trị không nhỏ. Ngoài giá trị lịch sử, giá trị chủ yếu của sách còn ở chỗ, nó chứa đựng được những tâm tư tình cảm, thể hiện được những truyền thống tốt đẹp và sức mạnh của dân tộc Việt...

## Sách tham khảo
- Dương Quảng Hàm, Việt Nam văn học sử yếu. Trung tâm học liệu xuất bản (bản in lần thứ 10), Sài Gòn, 1968.
- Trần Văn Giáp, Tìm hiểu kho sách Hán Nôm (Tập 1 và Tập 2 in chung), Nhà xuất bản Khoa học Xã hội, Hà Nội, 2003.
- Nguyễn Đăng Na (chủ biên), Văn học thế kỷ X-XIV. Nhà xuất bản Khoa học Xã hội, Hà Nội, 2004.
- Nguyễn Phương Chi, mục từ "Việt điện u linh tập" trong Từ điển văn học (bộ mới). Nhà xuất bản Thế giới, 2004.
- Ngọc Hồ,Việt điệu u linh tập tục toàn biên. Nhà xuất bản Cửu Long, 1992.